# 19994 Tresini
19994 Tresini (1990 TJ15) là một tiểu hành tinh vành đai chính được phát hiện ngày 13 tháng 10 năm 1990 bởi L. G. Karachkina và G. R. Kastel' ở Đài vật lý thiên văn Crimean.